# Bir Zeit
Bir Zeit ou Beir Zeit est une petite ville du centre de la Cisjordanie connue pour son université. Sa population, qui était de 4 529 habitants en 2007, est à plus de 60 % chrétienne, dont deux mille orthodoxes. Son nom signifie « citerne d'huile », car on y mettait autrefois l'huile d'olive dans de grands puits creusés dans le sol avant de la presser. L'endroit est entouré de collines et de terrains en pente qui culminent à Al-Khirbeh (Les Ruines), recouverts d'oliveraies. Son territoire administratif s'étend sur 14 077 dounams (14 km2).

## Géographie

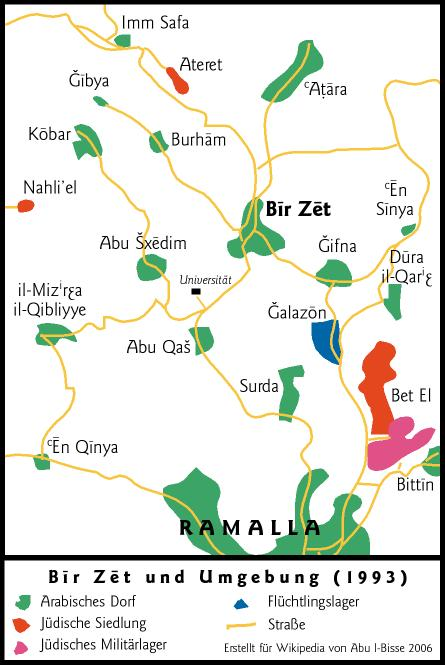
Bir Zeit et ses environs

Bir Zeit se trouve à 25 kilomètres au nord de Jérusalem dans la province de Ramallah et s'élève à 760 mètres en moyenne au-dessus de la mer. Son point culminant est à 818 mètres.

## Enseignement
- Université de Beir Zeit

## Églises
- Église Saint-Georges (orthodoxe) construite en 1871 à l'est de la ville ; avec une école primaire et secondaire qui est la plus importante de Cisjordanie. Les scouts (garçons) orthodoxes ont été fondés en 1985, les girl-scouts ensuite.
- Église grecque-orthodoxe récemment construite, de 2 700m2
- Église Notre-Dame-Reine-de-la-Paix (Regina Pacis) (catholique de rite latin), avec une école secondaire
- Église Saint-Pierre (épiscopalienne-anglicane)

## Personnalités
- Sliman Mansour (Slimane Mansour ; 1947-), peintre, sculpteur et auteur palestinien, est né à Bir Zeit.